# Abiogenèse
Cet article court présente un sujet plus développé dans : Origine de la vie.

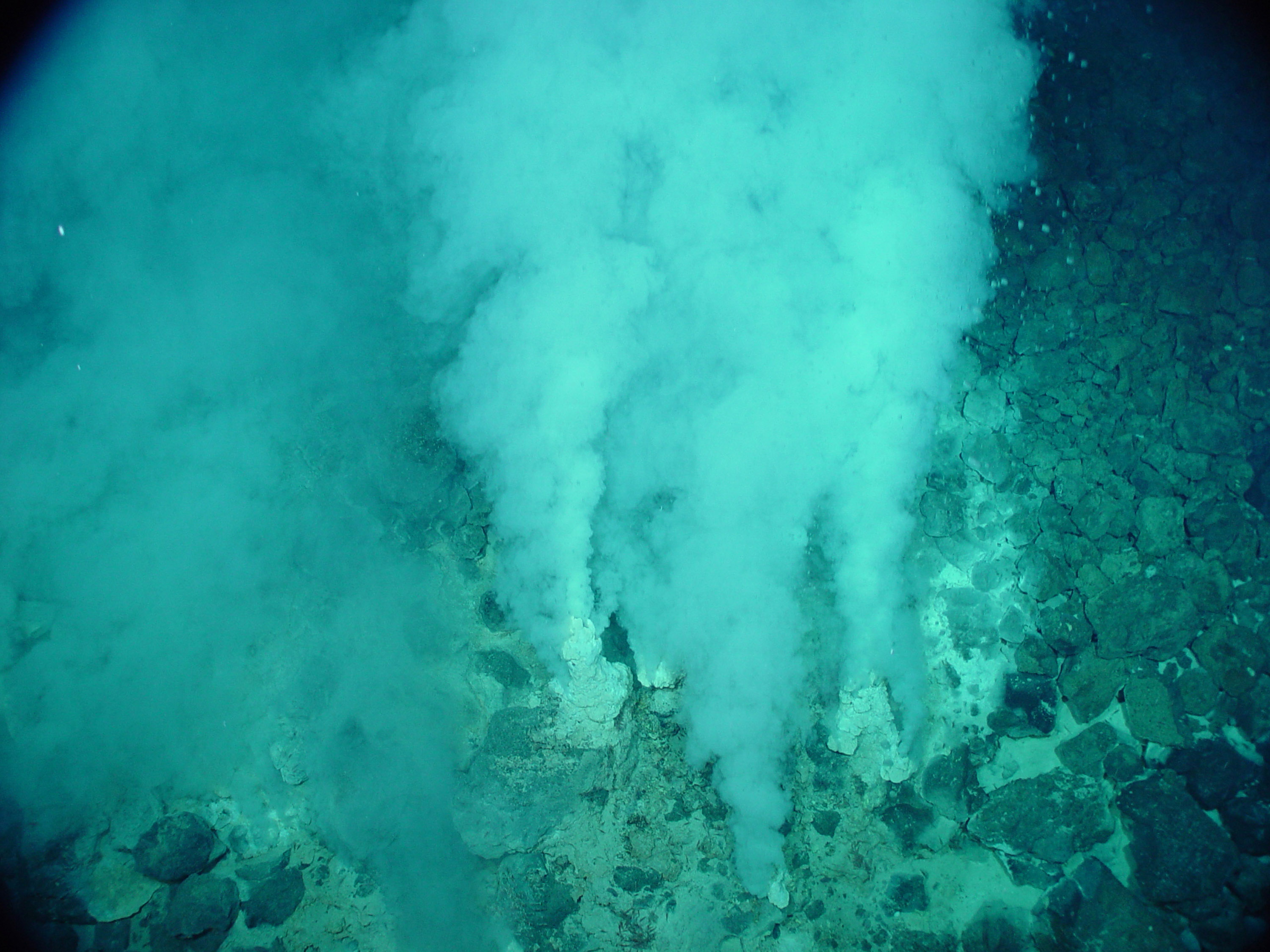
Les plus anciennes formes de vie connues sur Terre sont des microbes fossiles présumés trouvés dans les cheminées hydrothermales, qui pourraient avoir vécu il y a 4,28 milliards d'années, peu après la formation des océans il y a 4,41 milliards d'années et peu après la formation de la Terre il y a 4,54 milliards d'années.

L'abiogenèse est l'apparition de la vie à partir de matière inanimée. Dans sa conception moderne, il s'agit de l'apparition de micro-organismes primitifs (et certainement disparus aujourd'hui) à partir de matière organique préexistante et d'origine abiotique.

## Présentation
Le concept d'abiogenèse s'oppose aux théories de panspermie (selon lesquelles la vie sur Terre serait d'origine extraterrestre) ainsi qu'aux conceptions légendaires ou religieuses d'une création des êtres vivants par une puissance supérieure. Il est apparenté à la notion aristotélicienne de génération spontanée, à cette différence près que cette ancienne théorie supposait l'apparition spontanée d'organismes plus ou moins complexes dans des temps compatibles avec la durée d'une vie humaine.